# Mario Kliesch

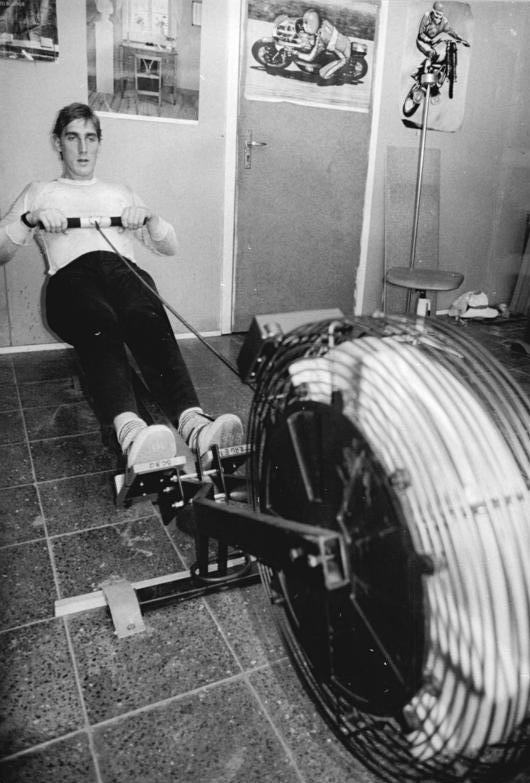
Bundesarchiv Bild 183-1190-0205-012, Mario Kliesch auf dem Ruderergometer

Mario Kliesch (* 22. August 1963) ist ein ehemaliger Ruderer der DDR.
Kliesch startete für den SC Berlin-Grünau und gewann im Zweier ohne Steuermann mit Dirk Rendant bei den Weltmeisterschaften 1986 die Bronzemedaille und im Achter bei den Weltmeisterschaften 1987 in Dänemark sowie 1989 in Jugoslawien jeweils die Silbermedaille. In den späteren Jahren startet er im ambitionierten Bereich erst für den Ruderclub Hansa von 1898 aus Dortmund und später für den Ruderclub Hamm von 1890. Bei der World Rowing Masters Regatta konnte Kliesch u. a. 1998 in München im Altersklassen-Achter eine Goldmedaille erringen.
Seit Jahren bearbeitet Kliesch als Referent und Fachbuchautor die Thematik Kabel.